# Ольжині купальні
О́льжині купа́льні — геологічна пам'ятка природи місцевого значення в Україні. Розташована в межах міста Коростеня Житомирської області, в міському парку культури ім. М. Островського.
Площа 0,2 га. Створена згідно з рішенням облвиконкому від 20.11.1967 року, № 612. Перебуває у віданні Коростенської міської ради.
Під охороною — мальовничі скелі та валуни на березі річки Уж. Являє собою 2 великі брили рожевого граніту з овальними заглибленнями, напівприкритими водою. Пам'ятка має історичну, культурна та естетичну цінність.

## Галерея

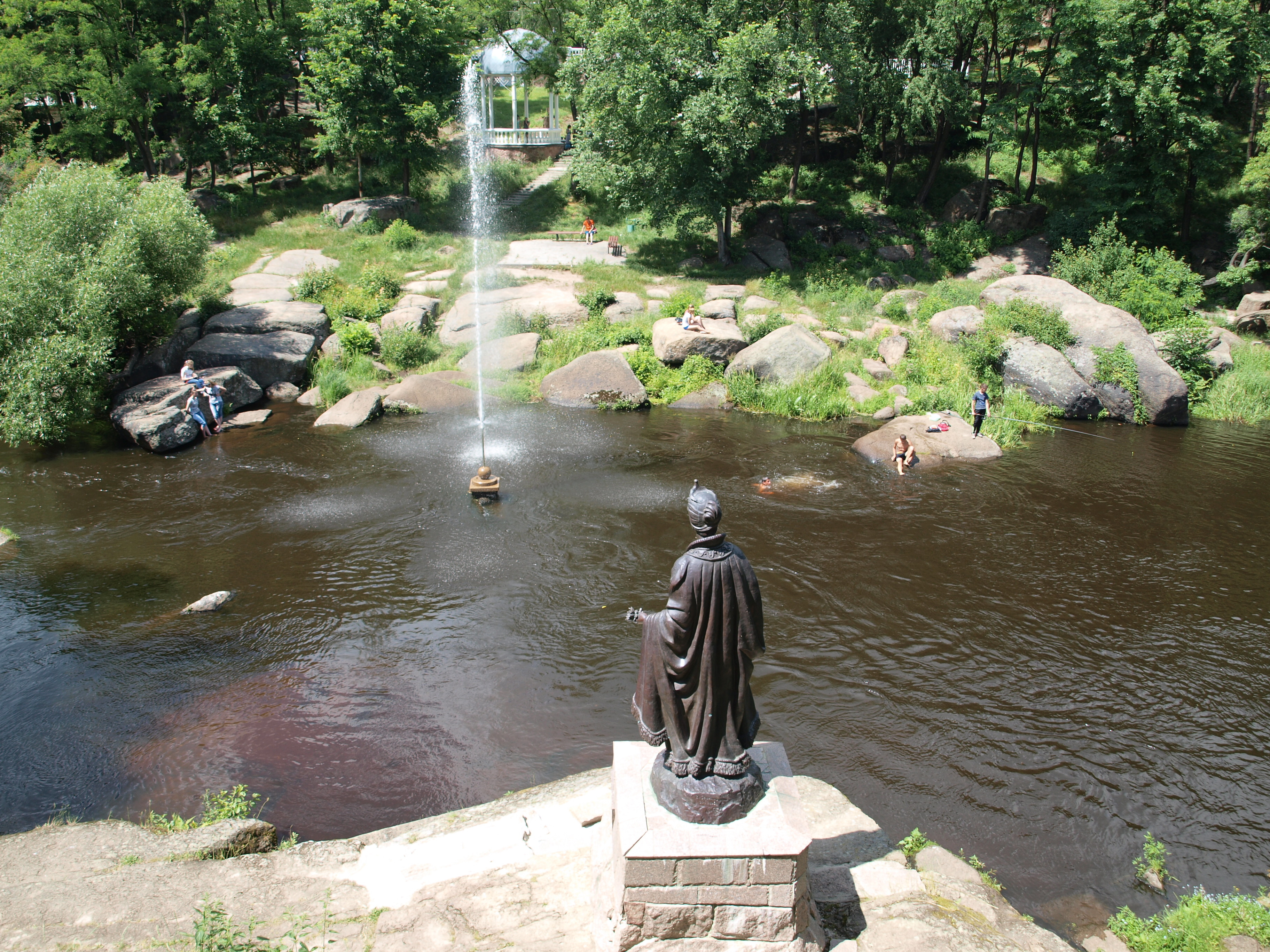